# 9438 Саті
9438 Саті (9438 Satie) — астероїд головного поясу, відкритий 5 березня 1997 року.
Тіссеранів параметр щодо Юпітера — 3,612.
Названо на честь французького композитора та піаніста Еріка Саті.